# Kees van Meel
Cornelis Gijsbertus Petrus (Kees) van Meel (Breda, 1 juli 1948) is een Nederlands dichter en radiopresentator. Zijn vader was ambtenaar bij de Raad van Arbeid, de voorloper van de Sociale Verzekeringsbank, en zijn moeder een boerendochter uit Lage Zwaluwe. Als gevolg van de jaarlijkse vakanties met zijn broer op de boerderij van zijn grootouders, ontwikkelde hij als stadskind naast zijn liefde voor de stad ook een grote liefde voor het platteland, hetgeen blijkt uit zijn gedichten.

## Leraar, reiziger, cultuurliefhebber
Na zijn opleiding aan de Bredase kweekschool studeerde Van Meel Nederlands aan de Vrije Universiteit in Amsterdam. Hij behaalde daar de aktes MO-A en MO-B Nederlands, daarna ook zijn doctoraal examen. Zijn eindscriptie was een studie van argumentatie in theaterstukken aan het begin van de zeventiende eeuw. Ook met een derdegraads bevoegdheid geschiedenis op zak stond hij als leraar Nederlands en geschiedenis veertig jaar voor de klas in het voortgezet onderwijs.
Kees van Meel heeft veel gereisd, vooral oostwaarts: India, Bhutan, China, Mongolië, Thailand en Indonesië waarbij hij steeds weer werd gefascineerd door het cultuureigen van die landen. Nieuwsgierigheid naar cultuur en de innerlijke drijfveren van kunstenaars en kunstliefhebbers blijkt in het Brabantse radioprogramma GrensGeluiden, waarvan hij een van de redactieleden is, en zijn televisieprogramma Kijk in Kunst: portretten van (beeldend) kunstenaars.

## Dichter
De vader van Kees van Meel schilderde veel, eerst figuratief, later abstract. Hij was de kunstenaar in huis, dus zoon Kees “vluchtte” in het woord. Zijn eerste stappen op poëziegebied dateren van begin jaren zestig. Hij schreef voor zichzelf, onbekend met de wereld van dichters en poëzie. Hij las gedichten, las erover en begon aarzelend te geloven dat hij een eigen stem kon ontwikkelen. Lang deed hij erover om naar buiten te treden, zich telkens afvragend of het wel van belang was wat hij wilde zeggen in zijn poëzie. Nu treedt hij vaak op bij poëzieclubs in Nederland: Breda, Eindhoven, Utrecht, Den Haag, Den Bosch, Amsterdam, evenals in België: Antwerpen. Ook bij publieke gelegenheden treedt hij op, vaak met muziek, zoals bij de kristallnachtherdenking Breda, Dag van de Armoede, Vredesweek, exposities van beeldend kunstenaars, kunst- en cultuurroutes. Grotere podia, zoals Hvnement Breda, Zomerpodium Grote Kerk (Breda) en het Zuiderwaterliniefestival op de Spinolaschans schuwt hij niet. Vaak treedt hij dan op samen met muzikante Deborah Jacobs. Kees van Meel organiseerde verscheidene podia voor poëzie, alsook Gedichtendag Breda, heeft meegewerkt aan het Poosplaatsenproject van Pien Storm van Leeuwen en organiseert Cultuurpodium in Princenhage.
Een bijzondere band heeft hij met Kroatië en Roemenië; hij treedt er op tijdens internationale festivals (Zagreb 2016, Koprivnice 2017) en presenteerde zijn bundel Theater van het woord in Boekarest. In Kolo verscheen in het Kroatisch het overgrote deel van Dwalen in Woorden. Ook gedichten uit Theater van het woord zijn in het Kroatisch vertaald en gepubliceerd.
Naast gedichten schrijft Van Meel recensies in dagblad BN DeStem over theater, kunst en cultuur in de stad Breda en omstreken. Tevens schrijft hij voor pArt, blad voor gehandicapte kunstenaars, recensies over poëzie.

## Stadsdichter
Een vakjury verkoos Kees van Meel tot tweede stadsdichter van Breda, een rol die hij van 2008 tot en met 2012 vervulde. Hij volgde hiermee Olaf Douwes Dekker op, de eerste stadsdichter.

## Motto
Het motto van Van Meel is ‘Alles is poëzie, tenminste als je het kunt zien’. Daarom heeft hij grote moeite met de zichzelf tot dichter bombarderende 'selfiedichters'. Want al is zijn idee “alles is poëzie”, dan wil dat volgens hem nog niet zeggen dat alles automatisch tot de poëzie behoort; integendeel zelfs.

## Bundels
- Dichter. Eigen beheer, 2001
- Als. Breda: Hollaers van Elkerzee, 2005. ISBN 908082867 X
- Geboorte van de dichter. Breda: Hollaers van Elkerzee. 2007 ISBN 9789078199052
- Niemandslanden: project met Gerard Konings. Gedichten en schilderijen, 2009
- Dwalen in woorden (Nederlands, Engels, Kroatisch, Roemeens). Roemenië: PIM, 2016. ISBN 9786061330225
- Wat niet te zien is (met foto’s van Paula van Dijken). Waalre: Heimdall, 2017. ISBN 9789491883729
- Straten, stromen en struweel. Bundel in samenwerking met Olaf Douwes Dekker en Pien Storm van Leeuwen. Met 11 nieuwe streekgedichten van Kees van Meel. Chaam: Stichting Trajart/Uitgeverij. CEEDATA, 2017. ISBN 9789071947520
- Theater van het woord (Nederlands, Engels, Roemeens). Roemenië: PIM, 2017. ISBN 9786061339860
- Opera Omnia (Nederlands, Engels, Roemeens). Roemenië: PIM, 2018. ISBN 9786061345588
- Voorbij de tijd (Nederlands, Engels, Frans). Roemenië: PIM, 2019. ISBN 9786061349784

## Publicaties over zijn werk
- 2016 - Bibliotheca Universalis: a critical compendium (1) door Douglas Lipton en Eileen R. Tabios over 'Dwalen in woorden'
- 23 december 2016 - BC (Brabant Cultureel): Een profilering door Albert Hagenaars

- International Standard Name Identifier: 0000 0003 9352 9837
- Nederlandse Thesaurus van Auteursnamen: 075095211
- Virtual International Authority File: 287816706
- WorldCat: E39PBJkxHjVR3GpXhM964YxhpP